# The Lost Battalion (película de 2001)
The Lost Battalion es una película televisiva del año 2001 sobre un batallón perdido de la Primera Guerra Mundial, el cual estuvo rodeado por fuerzas alemanas en el Bosque de Argonne durante la Ofensiva de Meuse-Argonne de 1918. La película estuvo dirigida por Russell Mulcahy. escrita por James Carabatsos y protagonizado por Rick Schroder como el Mayor Charles Whittlesey. Fue filmada en Luxemburgo. Es una producción original de A&E, y se estrenó el 2 de diciembre de 2001. También fue estrenada en el canal hermano de A&E: The History Channel. Fue lanzado en formato DVD en enero del 2002. 

## Reparto
- Rick Schroder - Mayor Charles W. Whittlesey
- Phil McKee - Capitán George G. McMurtry
- Jamie Harris - Sargento Gaedeke
- Jay Rodan - Teniente James V. Filtración
- Adam James - Capitán Nelson M. Holderman
- Daniel Caltagirone - Cabo Philip Cepaglia
- Michael Goldstrom - Cabo Jacob Rosen
- André Vippolis - Cabo Frank Lipasti
- Rhys Miles Thomas - Cabo Bob Yoder
- Arthur Kremer - Cabo Abraham Krotoshinsky
- Adam Kotz - Coronel Johnson
- Justin Scot - Cabo Omer Richards
- Anthony Azizi - Cabo Nat Henchman
- George Calil - Cabo Lowell R. Hollingshead
- Lobo Kahler - Mayor General (Generalmajor) Freidrich Wilhelm Von Sybel
- Joachim Paul Assböck - Mayor Fritz Heinrich Prinz
- Michael Brandon - Mayor Gen. Robert Alexander

## Trama
La película sigue los acontecimientos y las dificultades padecidas por nueve compañías de aproximadamente 550 hombres, de la 77.ª División de Infantería del Ejército de Estados Unidos que había sido completamente aislados y rodeado por fuerzas alemanas en el bosque de Argonne. La fuerza estuvo dirigida por el Mayor Charles W. Whittlesey, quien era despectivamente descrito como el "abogado de Nueva York" por sus comandantes. El batallón era parte de lo que iba a ser un ataque por tres direcciones hacia las líneas alemanas. El batallón creyó que otro pelotón estadounidense iba por el flanco derecho y el francés por el izquierdo, sin saber que ambos batallones retrocedieron. El batallón perdió contacto con sus sedes. Whittlesey envió varias palomas mensajeras, pero ninguno de ellas regresó. Terminó por confiar en las palomas mensajeras para lograr comunicarse. Durante el asedio, la artillería americana empezó a disparar sobre la posición alemana en el bosque donde los norteamericanos estaban posicionados. Aun así, la artillería empezó caer en la línea americana, matando numerosos hombres en fuego amigo. Whittlesey envía una paloma a la sede con un refrán de mensaje, "Para el bien del cielo, lo para" pero es alcanzado por su propia artillería. La sede recibe el mensaje y para despedir, presenciando el incidente, los alemanes atacan a la desorientada fuerza americana. Sin embargo, fueron repelidos por los americanos en feroces luchas y retrocedieron a sus trincheras.
Después de que varios días y numerosos ataques repelidos, los americanos todavía están agarrándose, a pesar del agotamiento de sus suministros, forzandolos a reutilizar las vendas y otros suministros médicos y tomar comida de soldados muertos.
La captura de dos estadounidenses por parte de los alemanes, uno de ellos herido, la empiezan a usar para negociar con Whittlesey. El prisionero ileso, el Teniente Leak, recibe un buen tratamiento por parte de un oficial alemán quién habla inglés fluido, debido a que vivió varios años en EEUU. Intenta convencer el lugarteniente que no hay ninguna esperanza, al cual el americano responde, "A lo que te enfrentas, mayor, es a un grupo de mafiosos de los Mick, Dago, Polack y Judíos de la ciudad de Nueva York: nunca se rendirán." Más tarde, el segundo americano finalmente apalabra tomar un mensaje de los alemanes a Whittlesey, instando a la rendición después de que su captor dice quiere salvar sus vidas. Los alemanes entonces envían al soldado escoltado por un soldado alemán con una bandera blanca atrás a la línea americana con el mensaje. Whittlesey responde por echar la bandera atrás hacia los alemanes. Los americanos continúan aguantando a pesar de ataques implacables y suministros bajos.
Finalmente, un piloto americano está enviado fuera para buscar la fuerza, y volando hacia su posición. Dándose cuenta es un avión americano, usan el ruido de marca para llamar su atención, de la cual logran hacerlo. Los alemanes preparan para disparar al avión, pero su comandante les dice que no lo hagan, porque delataría la ubicación de los alemanes. El piloto localiza los americanos y señales a ellos, y los alemanes empiezan despedir en él. El piloto es herido de gravedad y vuela hacia al aeródromo, pero muere en el aterrizaje. Los hombres en la base ven su mapa y retroceden. Después de que seis días, los refuerzos finalmente llegan en las líneas norteamericanas. Los alemanes retrocedieron después del quinto día. Mayor general Robert Alexander llega en un coche, diciendo Whittlesey que habrá "conmemoraciones y recompensas para todo el mundo". Whittlesey se pone furioso sobre la debacle, y se enfada más por la insistencia de Alexander que las bajas que el grupo sufrió era "pérdidas aceptables". Alexander revela que el batallón tomó el control en medio de la línea alemana habilitó los americanos para romper a través de la línea entera. Alexander ofrece a Whittlesey llevarlo al cuartel en su coche, a qué Whittlesey responde, "Aquello es inaceptable, señor. Me quedaré con mis hombres."

## Recepción
La película ha recibido generalmente críticas positivas, alabados para su exactitud histórica, reparto, y acción intensa. Military.com escribió, "El guion está obligado en varios niveles. Whittlesey, el bookish-mirando abogado de Nueva York soldado girado, es el Everyman Guerrero que los espectadores disfrutan identificar con. La mayoría gustaría creer que colocado en una situación similar también encontrarían el valor para actuar tan Whittlesey hizo. Además, la película ofrece otra referencia sobre la clásica historia del desvalido David contra el prohibitivo favorito Goliath. Tan con el David Bíblico -- pero no con Coronel. Davy Crockett En el Álamo y Custer en Little Bighorn -- el inválido prevalece aquí.
Beyondhollywood.com alabó el logro visual y la cinematografía para crear una película de guerra propio para la televisión sin comprometerse en lleno sobre la intensidad y la acción. "El problema con muchas películas de guerra es que después de las escenas gore y sangrientas de Salvando al Soldado Ryan cualquier película de guerra parece un ejercicio de cine con valor-G. The Lost Battalion evitar este obstáculo problemático en dos maneras— está basado enteramente en una historia cierta y Johnatan Freeman bendice él con una cinematografía excelente...La película es frenética, caótico, y completamente asombrosa para verla." La revisión continuó, "The Lost Battalion está lleno de acción brutal y personal que dan ganas de ayudar a los personajes a sobrevivir. La película tiene inmediatez y un sentido de la claustrofobia, porque el enemigo aparece unos cuantos patios de docena delante de ti, tan cercano que puedes ver sus ojos de vuestras posiciones separadas. La trinchera de guerra en el aspecto de Primera Guerra mundial viene vivo en color sangriento y suciedad marrón pálida."

## Premios
En 2002, la película estuvo nominada para tres Premios Emmy : Cuadro de Cámara Sólo Excepcional que Edita; Sonido de Cámara Solo Excepcional que Mezcla; y el sonido Excepcional que Edita. Ganó los Editores de Sonido de Cuadro de Movimiento premio por El Mejor Sonido editado in Televisión (Efectos). Ganó el Christopher Awards. Fue nominado para el premio de Editores de Cine americano para Mejor Cuadro de Movimiento Editado para la Televisión Comercial.